# Gentianopsis
Gentianopsis Ma, 1951 è un genere di piante della famiglia Gentianaceae.

## Tassonomia
Il genere comprende le seguenti specie:
- Gentianopsis barbata (Froel.) Ma
- Gentianopsis barbellata (Engelm.) H.H.Iltis
- Gentianopsis ciliata (L.) Ma
- Gentianopsis contorta (Royle) Ma
- Gentianopsis crinita (Froel.) Ma
- Gentianopsis detonsa (Rottb.) Ma
- Gentianopsis doluchanovii (Grossh.) Tzvelev
- Gentianopsis grandis (Harry Sm.) Ma
- Gentianopsis holopetala (A.Gray) H.H.Iltis
- Gentianopsis komarovii (Grossh.) Toyok.
- Gentianopsis lanceolata (Benth.) H.H.Iltis
- Gentianopsis lutea (Burkill) Ma
- Gentianopsis macounii (Holm) H.H.Iltis
- Gentianopsis macrantha (D.Don ex G.Don) H.H.Iltis
- Gentianopsis nana Ma
- Gentianopsis nesophila (Holm) H.H.Iltis
- Gentianopsis paludosa (Hook.f.) Ma
- Gentianopsis simplex (A.Gray) H.H.Iltis
- Gentianopsis thermalis (Kuntze) H.H.Iltis
- Gentianopsis victorinii (Fernald) H.H.Iltis
- Gentianopsis virgata (Raf.) Holub
- Gentianopsis yabei (Takeda & Hara) Ma